# Dragan Đilas
Dragan Đilas (sârbă Драган Ђилас, născut pe 22 februarie 1967 la Belgrad, Serbia, R.S.F. Iugoslavia) este un politician sârb și om de afaceri. În prezent, deține funcția de primar din Belgrad. Este membru al Partidului Democratic (DS).

## Început de carieră
Đilas a absolvit Facultatea de Inginerie Mecanică, la secția Inginerie Aerospațială a Universității de la Belgrad. A lucrat ca jurnalist la Radio Index iar în 1989, devine unul din fondatorii radioului B92, unde devine mai târziu editorul de știri.
Đilas a fost activ în opoziția regimului lui Slobodan Milošević conducând protestele studențești în 1991 și 1992. A participat activ la câteva adunări anti-regim între 1996 și 2000.